# Fernande Olivier
Fernande Olivier (París, 6 de juny de 1881 - Neuilly-sur-Seine, 29 de gener de 1966) va ser una model i artista francesa coneguda principalment pel fet de ser la primera parella sentimental del pintor Pablo Picasso, així com per escriure unes memòries del temps al seu costat (dos llibres).

## Biografia

### Infància i joventut
El seu veritable nom va ser Amélie Lang. El seu naixement va ser fruit de la unió entre la seva mare i un home casat. Des de petita va estar sota la cura d'una tia, llar de la qual va fugir en la seva adolescència quan la tia va pretendre arreglar-li un matrimoni. En lloc d'això, la noia es va casar amb un home que va resultar maltractador. El 1900, als 19 anys va abandonar al seu marit, fugint sense demanar-li tan sols el divorci, i es va establir a París. Per tal que el seu marit no la trobés, es va començar a fer conèixer amb el nom de Fernande Olivier.

### Vida amb Picasso
A la capital francesa, Olivier aviat va trobar ocupació com a model per a artistes; era un personatge habitual en el cercle d'amistats de l'escriptor Guillaume Apollinaire, on també va fer amistat amb Paul Léautaud, Kees Van Dongen i Edmond-Marie Poullain. El 1904, va conèixer Picasso al Bateau-Lavoir, on anava a fer de model. L'any següent ambdós començaren a viure junts.
La relació duraria uns set anys més i es va caracteritzar per la tempestuositat. Tots dos amants eren gelosos i vorejaven la violència. Ella va inspirar en el pintor diverses de les seves obres famoses del període cubista, com també algunes escultures de 1907 a 1909, per exemple Cap de dona (Fernande). Picasso també va admetre posteriorment que una de Les senyoretes d'Avinyó està modelada en Olivier. Durant l'estiu de 1909 van anar a Horta de Sant Joan i estigueren instal·lats a l'Hostal del Trompet, regentat per Antonio Altés i la seva dona, Francisca Carbó.
També van venir a Catalunya el 1910, repartint el seu temps entre Barcelona i Cadaqués.
Quan Picasso va aconseguir per fi l'èxit com a artista, va començar a perdre interès per Fernande, la qual ja era un record d'èpoques més difícils. La parella es va dissoldre el 1912. Picasso va deixar Olivier sense els mitjans de vida a què s'havia acostumat. Olivier no tenia cap dret legal a esperar res del pintor, ja que continuava casada amb el seu marit. Per subsistir, la model va haver d'exercir feines variades, des caixera en una carnisseria fins a venedora d'antiguitats, sempre suplementant els seus ingressos amb ocasionals lliçons de dibuix.

### Carrera com a escriptora
Vint anys després de la seva relació amb Picasso, Fernande Olivier va escriure els records de la seva vida en comú. Picasso llavors era l'artista més reconegut de la seva època i la publicació de les memòries d'Olivier revestien cert interès comercial. Les memòries, anomenades Picasso et ses amis (Picasso i els seus amics), es van publicar el 1930 en forma serial en el vespertí belga Le Soir, tot i la forta oposició del pintor, que va haver de recórrer als seus advocats per bloquejar la posterior publicació de la sèrie (se’n van arribar a publicar sis entregues). El pagament de Le Soir a Olivier li va permetre a ella millorar una mica el seu nivell de vida, però no va trigar a acabar-se-li el diners.

### Vellesa
Olivier va continuar oblidada fins que el 1956, sorda i afectada per l'artritis, va aconseguir que Picasso li pagués una petita pensió a canvi de la promesa de no publicar res al·lusiu a la seva relació mentre visqués un dels dos. Olivier va morir el 1966 i Picasso, el 1973.
La importància de Fernande Olivier no només radica en aquestes memòries publicades finalment el 1988 (una posterior amant de Picasso, Françoise Gilot, publicaria també un llibre basat en la seva relació amb l'artista), sinó en el fet que com a parella sentimental de Picasso va ser l'única que el va conèixer abans de la immensa fama que aconseguiria fet i fet el pintor. Això dona un interès addicional a la seva obra literària.

## En la cultura popular
L'escriptora Isabel-Clara Simó va escriure el llibre L'amant de Picasso (Bromera, 2015, ISBN 9788490263129), novel·lant la seva vida.
El Toni Orensanz també basa una novel·la sobre la Fernande Olivier, el seu L'estiu de l'amor (Amsterdam, 2013, ISBN 9788415645238), on relata l'estada de la parella a Horta de Sant Joan.
La Fernande Olivier també surt a L'autobiografia d'Alice B. Toklas (The Autobiography of Alice B. Toklas, 1933), de Gertrude Stein, traduit al català per Assumpta Camps (L'Avenç, 2019, (ISBN 978-84-16853-30-4).
El 2013, s'estrenà la pel·lícula La banda Picasso, de Fernando Colomo, sobre el robatori de la Gioconda, on surt l'actriu Raphaëlle Agogué en el paper de Fernande Olivier.